# Юнацька збірна Гонконгу з футболу (U-17)
Юнацька збірна Гонконгу з футболу (U-17) — національна футбольна збірна Гонконгу, що складається із гравців віком до 17 років. Керівництво командою здійснює Футбольна асоціація Гонконгу.
Головним континентальним турніром для команди є Юнацький кубок Азії, який з 2008 року розігрується серед команд з віковим обмеженням до 16 років, і успішний виступ на якому дозволяє отримати путівку на Чемпіонат світу (U-17). Також може брати участь у товариських і регіональних змаганнях.
Протягом 1980-х років брала участь у відбіркових турнірах на світову першість у форматі U-16.

## Виступи на міжнародних турнірах

### Чемпіонат світу (U-17)
| Статистика чемпіонатів світу (U-17) | Статистика чемпіонатів світу (U-17) | Статистика чемпіонатів світу (U-17) | Статистика чемпіонатів світу (U-17) | Статистика чемпіонатів світу (U-17) | Статистика чемпіонатів світу (U-17) | Статистика чемпіонатів світу (U-17) | Статистика чемпіонатів світу (U-17) | Статистика чемпіонатів світу (U-17) |
| Господар / Рік                      | Результат                           | І                                   | В                                   | Н                                   | П                                   | Г+                                  | Г-                                  |                                     |
| ----------------------------------- | ----------------------------------- | ----------------------------------- | ----------------------------------- | ----------------------------------- | ----------------------------------- | ----------------------------------- | ----------------------------------- | ----------------------------------- |
| 1985                                | відмовилися від участі              | -                                   | -                                   | -                                   | -                                   | -                                   | -                                   |                                     |
| 1987                                | відмовилися від участі              | -                                   | -                                   | -                                   | -                                   | -                                   | -                                   |                                     |
| 1989                                | не кваліфікувалася                  | -                                   | -                                   | -                                   | -                                   | -                                   | -                                   |                                     |
| 1991                                | не кваліфікувалася                  | -                                   | -                                   | -                                   | -                                   | -                                   | -                                   |                                     |
| 1993                                | відмовилися від участі              | -                                   | -                                   | -                                   | -                                   | -                                   | -                                   |                                     |
| 1995                                | не кваліфікувалася                  | -                                   | -                                   | -                                   | -                                   | -                                   | -                                   |                                     |
| 1997                                | не кваліфікувалася                  | -                                   | -                                   | -                                   | -                                   | -                                   | -                                   |                                     |
| 1999                                | не кваліфікувалася                  | -                                   | -                                   | -                                   | -                                   | -                                   | -                                   |                                     |
| 2001                                | не кваліфікувалася                  | -                                   | -                                   | -                                   | -                                   | -                                   | -                                   |                                     |
| 2003                                | не кваліфікувалася                  | -                                   | -                                   | -                                   | -                                   | -                                   | -                                   |                                     |
| 2005                                | не кваліфікувалася                  | -                                   | -                                   | -                                   | -                                   | -                                   | -                                   |                                     |
| 2007                                | не кваліфікувалася                  | -                                   | -                                   | -                                   | -                                   | -                                   | -                                   |                                     |
| 2009                                | не кваліфікувалася                  | -                                   | -                                   | -                                   | -                                   | -                                   | -                                   |                                     |
| 2011                                | не кваліфікувалася                  | -                                   | -                                   | -                                   | -                                   | -                                   | -                                   |                                     |
| 2013                                | не кваліфікувалася                  | -                                   | -                                   | -                                   | -                                   | -                                   | -                                   |                                     |
| 2015                                | не кваліфікувалася                  | -                                   | -                                   | -                                   | -                                   | -                                   | -                                   |                                     |
| 2017                                | не кваліфікувалася                  | -                                   | -                                   | -                                   | -                                   | -                                   | -                                   |                                     |
| 2019                                | не кваліфікувалася                  | -                                   | -                                   | -                                   | -                                   | -                                   | -                                   |                                     |
| 2021                                | не кваліфікувалася                  | -                                   | -                                   | -                                   | -                                   | -                                   | -                                   |                                     |
| Усього                              |                                     | -                                   | -                                   | -                                   | -                                   | -                                   | -                                   |                                     |

### Юнацький кубок Азії з футболу
| Юнацький кубок Азії | Юнацький кубок Азії    | Юнацький кубок Азії | Юнацький кубок Азії | Юнацький кубок Азії | Юнацький кубок Азії | Юнацький кубок Азії | Юнацький кубок Азії | Юнацький кубок Азії |
| Господар / Рік      | Результат              | І                   | В                   | Н                   | П                   | Г+                  | Г-                  |                     |
| ------------------- | ---------------------- | ------------------- | ------------------- | ------------------- | ------------------- | ------------------- | ------------------- | ------------------- |
| 1985                | знялася                | -                   | -                   | -                   | -                   | -                   | -                   |                     |
| 1986                | відмовилися від участі | -                   | -                   | -                   | -                   | -                   | -                   |                     |
| 1988                | не кваліфікувалася     | -                   | -                   | -                   | -                   | -                   | -                   |                     |
| 1990                | не кваліфікувалася     | -                   | -                   | -                   | -                   | -                   | -                   |                     |
| 1992                | відмовилися від участі | -                   | -                   | -                   | -                   | -                   | -                   |                     |
| 1994                | не кваліфікувалася     | -                   | -                   | -                   | -                   | -                   | -                   |                     |
| 1996                | не кваліфікувалася     | -                   | -                   | -                   | -                   | -                   | -                   |                     |
| 1998                | не кваліфікувалася     | -                   | -                   | -                   | -                   | -                   | -                   |                     |
| 2000                | не кваліфікувалася     | -                   | -                   | -                   | -                   | -                   | -                   |                     |
| 2002                | не кваліфікувалася     | -                   | -                   | -                   | -                   | -                   | -                   |                     |
| 2004                | не кваліфікувалася     | -                   | -                   | -                   | -                   | -                   | -                   |                     |
| 2006                | не кваліфікувалася     | -                   | -                   | -                   | -                   | -                   | -                   |                     |
| 2008                | не кваліфікувалася     | -                   | -                   | -                   | -                   | -                   | -                   |                     |
| 2010                | не кваліфікувалася     | -                   | -                   | -                   | -                   | -                   | -                   |                     |
| 2012                | не кваліфікувалася     | -                   | -                   | -                   | -                   | -                   | -                   |                     |
| 2014                | груповий етап          | 3                   | 0                   | 0                   | 3                   | 0                   | 6                   |                     |
| 2016                | не кваліфікувалася     | -                   | -                   | -                   | -                   | -                   | -                   |                     |
| 2018                | не кваліфікувалася     | -                   | -                   | -                   | -                   | -                   | -                   |                     |
| 2020                | не кваліфікувалася     | -                   | -                   | -                   | -                   | -                   | -                   |                     |
| Усього              | груповий етап          | 3                   | 0                   | 0                   | 3                   | 0                   | 6                   |                     |